# Lwówek (gromada w województwie warszawskim)
Lwówek – dawna gromada, czyli najmniejsza jednostka podziału terytorialnego Polskiej Rzeczypospolitej Ludowej w latach 1954–1972.
Gromady, z gromadzkimi radami narodowymi (GRN) jako organami władzy najniższego stopnia na wsi, funkcjonowały od reformy reorganizującej administrację wiejską przeprowadzonej jesienią 1954 do momentu ich zniesienia z dniem 1 stycznia 1973, tym samym wypierając organizację gminną w latach 1954–1972.
Gromadę Lwówek z siedzibą GRN w Lwówku utworzono – jako jedną z 8759 gromad na obszarze Polski – w powiecie gostynińskim w woj. warszawskim, na mocy uchwały nr VI/10/3/54 WRN w Warszawie z dnia 5 października 1954. W skład jednostki weszły obszary dotychczasowych gromad Krubin i Lwówek ze zniesionej gminy Sanniki oraz obszary dotychczasowych gromad Anatolin, Czesławów i Wola Pacyńska (z wyłączeniem wsi Rezlerka) ze zniesionej gminy Pacyna w tymże powiecie. Dla gromady ustalono 14 członków gromadzkiej rady narodowej.
31 grudnia 1961 gromadę zniesiono, włączając jej obszar do gromad: Sanniki (wieś Krubin) i nowo utworzonej Lipińskie (wsie Anatolin, Czesławów, Lwówek i Wola Pacyńska) w tymże powiecie.